# Józef Gawrych
Józef Gawrych (ur. 26 września 1938 w Wólce Czarnińskiej, zm. 6 czerwca 2022 w Warszawie) – polski perkusista, perkusjonalista, wibrafonista, kompozytor, muzyk sesyjny.

## Życiorys
Urodził się we wsi Wólka Czarnińska k. Mińska Mazowieckiego. Ojciec Jan Gawrych był z zawodu leśniczym, zaś matka Aleksandra Gawrych zajmowała się gospodarstwem. Miał dwójkę rodzeństwa. Starszy brat Jerzy uczył się grać na skrzypcach i na akordeonie, a siostra Jadwiga na perkusji (w latach 60. była perkusistką żeńskiego zespołu instrumentalnego Klipsy, który akompaniował Mieczysławowi Foggowi). Tragiczne wydarzenia z czasów okupacji pozostawiły trwały ślad na dalszych losach rodziny Gawrychów, która w 1943 udzieliła pomocy i schronienia Żydom w wyniku czego z rąk Niemców zginął jego ojciec.
W wieku 10 lat rozpoczął naukę gry na akordeonie i fortepianie (1948). W 1953 przeniósł się do Warszawy, gdzie sześć lat później ukończył Liceum Muzyczne (1959). W 1957 debiutował jako wibrafonista i perkusista w zespole Krzysztofa Sadowskiego Modern Combo, z którym wystąpił w maju na I Ogólnopolskim Przeglądzie Studenckich Zespołów Jazzowych we Wrocławiu, trzy miesiące później na II Festiwalu Muzyki Jazzowej w Sopocie, a we wrześniu 1958 na I Jazz Jamboree. Kilka lat później współpracował z jego kolejnym zespołem Bossa Nova Combo.
Od końca lat 50. był też etatowym muzykiem Orkiestry Opery Narodowej i Teatru Wielkiego.
Grał w Swingtecie Janusza Zabieglińskiego (m.in. na spotkaniu z Willisem Conoverem w Filharmonii Narodowej) i w składach wielu innych zespołów na kolejnych festiwalach Jazz Jamboree. W 1960 wystąpił tam jako gość specjalny, grając na kongach z Triem Krzysztofa Komedy, które współtworzyli także: Jan Byrczek (kontrabas) i Tadeusz Federowski (perkusja).
W 1963 wziął udział w ostatnim nagraniu płytowym Swingtetu Jerzego „Dudusia” Matuszkiewicza. Była to EP-ka pt. The 'Duduś' Matuszkiewicz Swingtet. W 1966 uczestniczył w nagraniu albumu formacji Janusz Zabiegliński and His Swingtet, wydanego w serii Polish Jazz (vol. 9). Występował z Kwintetem Włodzimierza Nahornego, współpracował ze Studiem Jazzowym Polskiego Radia, oraz nagrał niezliczoną ilość utworów na potrzeby Radia, Telewizji, Filmu i nagrań płytowych – m.in.: Novi Singers (Torpedo z 1970), Katarzyna Gärtner i Ernest Bryll (Na szkle malowane z 1970), Dżamble (Wołanie o słońce nad światem z 1971), Skaldowie (Krywań, Krywań z 1972, Stworzenia świata część druga z 1976, Droga ludzi z 1979), Andrzej i Eliza (Drzewo rodzinne z 1972), Marek Grechuta (Droga za widnokres z 1972), Grupa Organowa Krzysztofa Sadowskiego (Na kosmodromie z 1972), Marianna Wróblewska (Sound of Marianna Wróblewska z 1972, Byle bym się zakochała z 1973), Tadeusz Woźniak (Tadeusz Woźniak z 1972), Niebiesko-Czarni (Naga 2 z 1972), Jazz Carriers (Carry On!, Kwartet Aleksandra Mazura i Novi Singers (Bacharach z 1975), Andrzej Korzyński (Wielki układ z 1976 – ścieżka dźwiękowa wyd. w 2021), Zbigniew Namysłowski (Zbigniew Namysłowski z 1977), 2 plus 1 (Aktor z 1977, Teatr na drodze, Irlandzki tancerz z 1979, Video z 1985), Krzysztof Sadowski (Swing & Blues z 1977), Krzysztof Klenczon (Powiedz stary  gdzieś ty był z 1978) Sun Ship (Follow Us z 1978), Jan Ptaszyn Wróblewski Quartet (Z lotu ptaka) z 1980), Małe Wu Wu (Małe Wu Wu z 1988), Krzysztof Daukszewicz (Bieda z 1990), Bemibek (Sprzedaj mnie wiatrowi. Nagrania archiwalne z lat 1970–1973 z 2016), Włodzimierz Korcz (07 zgłoś się – ścieżka dźw. wyd. w 2016) i wiele innych. Od pierwszej połowy lat 60. przez prawie ćwierć wieku grał w sekcji rytmicznej duetu fortepianowego Marek i Wacek, z którym nagrywał i dał setki koncertów, głównie w Europie, a także w Stanach Zjednoczonych. W 1967 roku jako wibrafonista studyjnego Zespołu Zbigniewa Antoszewskiego, dokonał rejestracji szeregu nagrań instrumentalnych (Bonanza, Bradiaga, Poluszko, pole, Głos prerii, Waga ciężka, Wiosenny dzień, Moje serce, Mała Jaga). Nagrywał również z zespołem Arp Life pod kier. Andrzeja Korzyńskiego.  

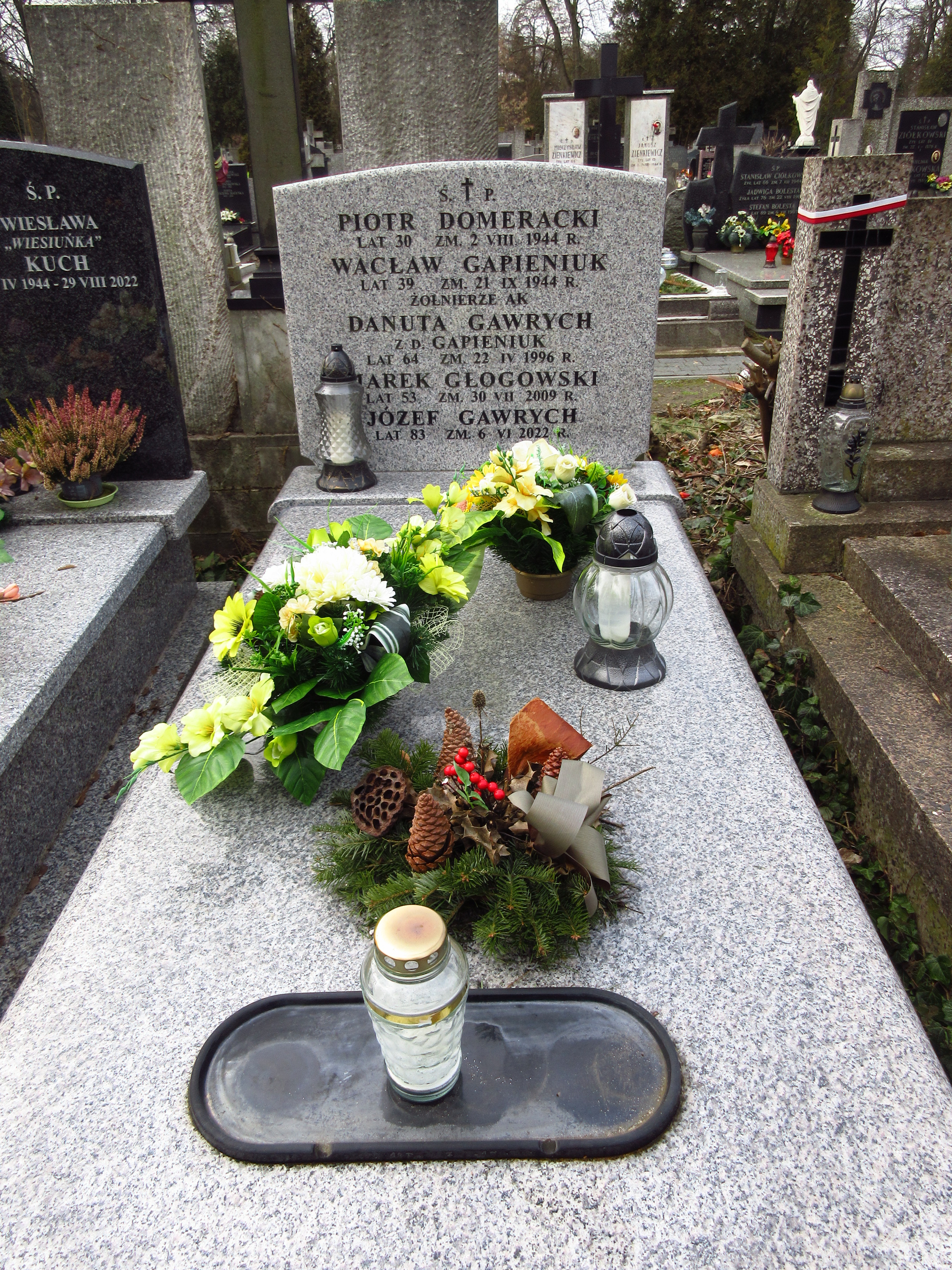
Grób Józefa Gawrycha na Cmentarzu Bródnowskim.

Pod koniec życia perkusista ograniczył swą aktywność muzyczną, po raz ostatni wychodząc na scenę w roku 2015 w Teatrze Rampa i biorąc udział w spektaklu pt. Damy i huzary. Zmarł po długiej chorobie w wieku 83 lat. Został pochowany na Cmentarzu Bródnowskim w grobowcu rodzinnym (kwatera 12D-3-17).

## Życie prywatne
Ożenił się z nie żyjącą już Danutą Gapieniuk, która z zawodu była perkusistką.